# Handicap International
Pour les articles homonymes, voir HI.
Handicap International est une ONG de solidarité internationale qui vise à améliorer les conditions de vie des personnes handicapées et des populations vulnérables.

## Histoire
L'ONG est fondée en 1982 à Lyon par deux médecins français, Jean-Baptiste Richardier et Claude Simonnot et un technicien, Yves Gaumeton, tout d'abord pour venir en aide aux personnes réfugiées dans des camps au Cambodge et en Thaïlande grâce à la formation reçue de Pierre et Raymond Jaccard qui ont développé leur prothèse en Afrique.
Handicap International a été en 1992 une des six associations fondatrices de la Campagne internationale pour l'interdiction des mines antipersonnel (ICBL), colauréate du prix Nobel de la paix en 1997.
L'association est lauréate en 2011 du prix de la fondation humanitaire Conrad N. Hilton, d'un montant de 1,5 million de dollars américains, pour son engagement auprès des personnes handicapées vivant dans des situations de pauvreté, d’ exclusion, de conflits ou de catastrophes naturelles[réf. souhaitée].

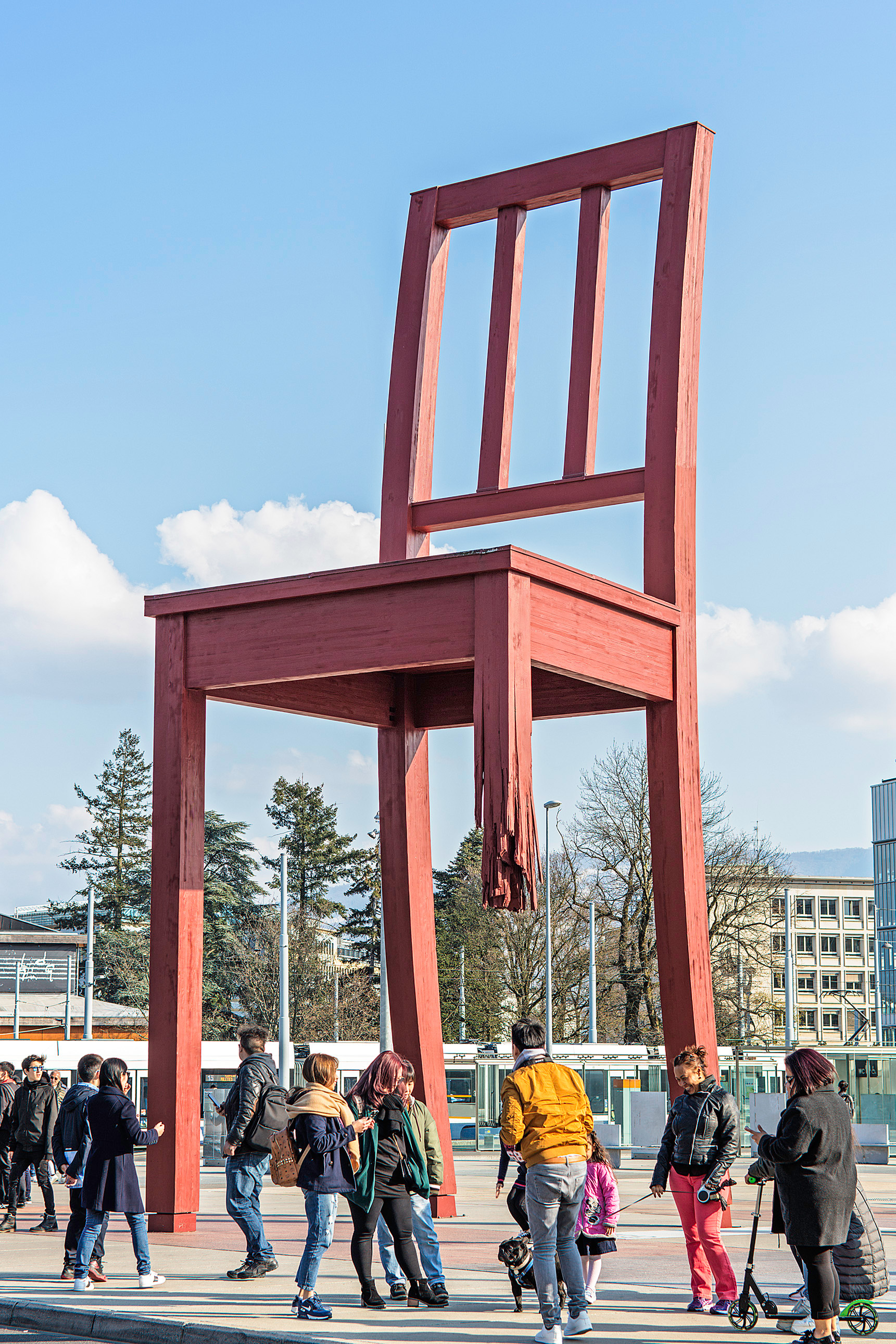
Broken Chair (Chaise cassée), Place des Nations à Genève, 2019

En 2017, le footballeur brésilien du Paris Saint-Germain, Neymar devient l'ambassadeur de Handicap International[réf. souhaitée].
Handicap International est classée à la huitième place des meilleures organisations non gouvernementales au monde selon le classement 2017 de l’organisme NGO Advisor.
Début 2018, l'ONG adopte un nouveau logo et un nouveau nom d'usage (« Humanité et inclusion »). Avec ce nouveau nom, Cossette a lancé la compagne "Be a Lifeline" qui a été dirigée par Olivier Staub, cinéaste et photographe canadien. Cette campagne a gagné un lion de bronze au Festival International de la Créativité de Cannes en 2018 dans la catégorie design.

## Prévention
Handicap International mène différentes actions en vue de prévenir l'apparition de handicaps, et cela par des actions de sensibilisation.

### Prévention des accidents de la route
L'association mène des campagnes de sensibilisation et de prévention aux accidents de la route pour favoriser des changements de comportements et limiter le nombre d'accidents. Ces actions sont entreprises le plus souvent en partenariat avec les autorités locales[réf. souhaitée].

## Combat contre les mines et autres armes

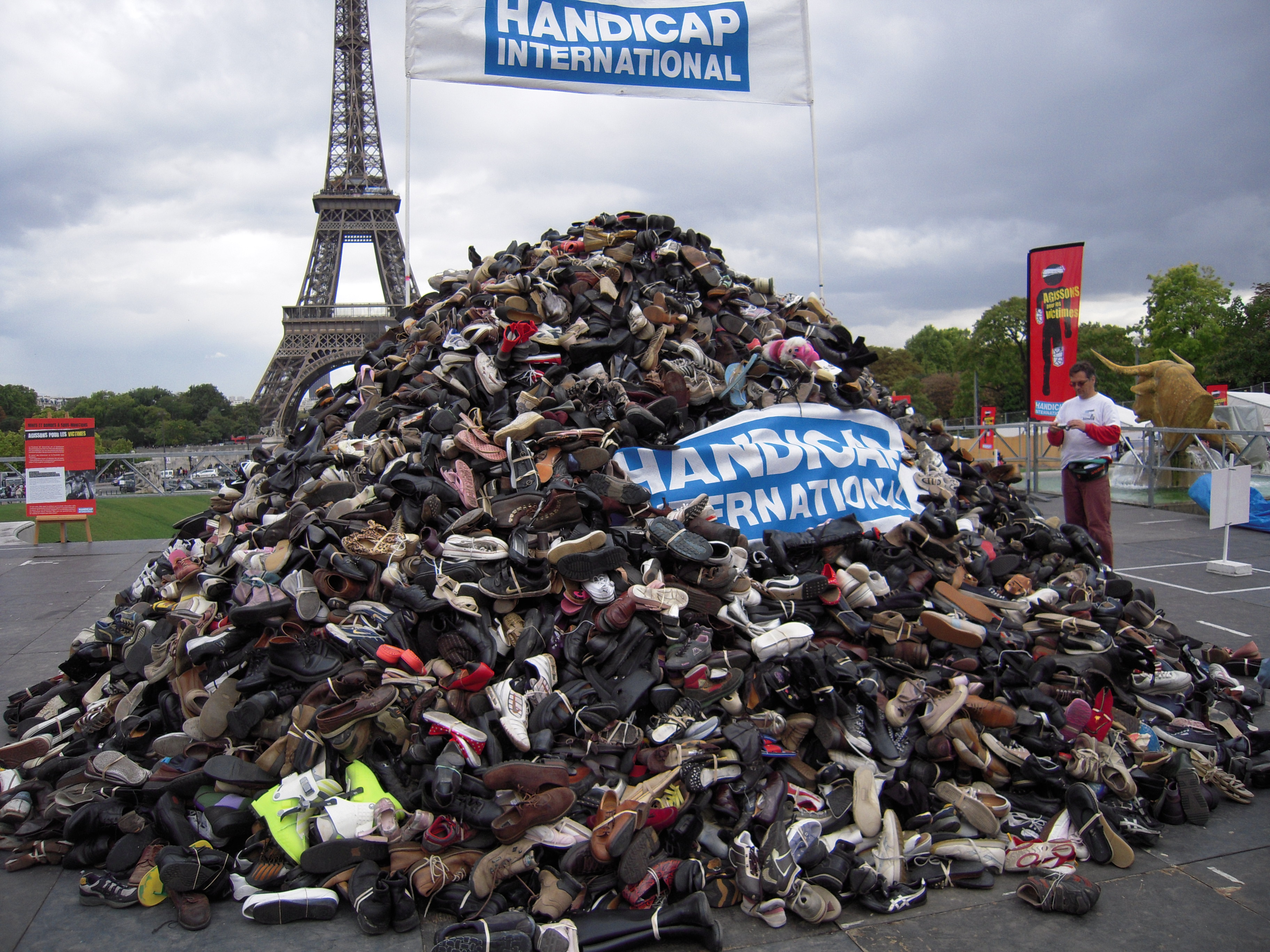
Pyramide de chaussures contre les bombes à sous-munitions.

Depuis 1996, Handicap International a développé un nouveau domaine d’intervention : les projets liés aux mines et aux bombes (notamment les bombes à sous-munitions). Ces projets visent avant tout à diminuer l’impact de la présence des mines antipersonnel sur les populations vivant au milieu de zones minées. Une grande palette d’activités est organisée dans ce cadre :
- programme d’éducation à la prévention des accidents par mines ;
- déminage et dé-bombage ;
- collecte d’information sur les accidents ;
- enquête sur l’impact socio-économique de la présence des mines ;
- études sur différents sujets à la suite de l’évolution de ce secteur ;
- BASM : Bombes à sous-munitions[8] ;
- mines antipersonnel[9] ;
- pièges explosifs.

Par exemple, depuis 2006, L'ONG mène au Laos une intense campagne de prévention et de déminage au Laos : en 2015, la mission Handicap International au Laos compte 150 personnes dont 80 démineurs.
Le 30 mai 2008, à Dublin, 111 États ont adopté le texte d’un traité international d’interdiction des BASM. Handicap International se félicite de ce texte qui bannira toutes les BASM ayant des conséquences humanitaires inacceptables, et renforcera considérablement l’assistance aux victimes. Certaines clauses du traité sont néanmoins des sources de déception et de vigilance. La mobilisation de la société civile doit se poursuivre afin que le traité soit ratifié dans les plus brefs délais, et que les failles qu’il présente ne permettent pas de dévoyer son esprit.
En 2015, Handicap International et 19 ONG créent le collectif INEW (International Network on Explosive Weapons) destiné à agir sur la plan politique pour enrayer l’incroyable escalade du nombre de victimes civiles des bombardements urbains. Le collectif INEW défend alors l’idée d’une déclaration politique des États destinée à encadrer et limiter l’usage des armes explosives en zones peuplées. Le 18 novembre 2022 à Dublin, 83 États ont adopté la Déclaration politique sur le renforcement de la protection des civils contre les conséquences humanitaires découlant de l'utilisation d'armes explosives dans les zones peuplées , reconnaissant ainsi les conséquences humanitaires dévastatrices des bombardements et des pilonnages des villes. 

## Aide d'urgence
En 2006, Handicap International a créé en son sein une direction de l'Action d'urgence, composée de spécialistes de l'intervention de crise, destinés à intervenir dans des délais très courts, en cas de crise humanitaire grave et soudaine, à la suite par exemple d'une catastrophe naturelle, d'un conflit armé,. L'association est intervenue en urgence dans de nombreux pays, et particulièrement au moment du Tsunami, en Asie fin 2004. L'association intervient en Haïti depuis 2008, mais a beaucoup renforcé son dispositif à la suite du séisme de 2010 à Haïti. Elle comptait, fin septembre 2010, environ 580 personnes au sein de ses équipes, dont plus de 70 expatriés[réf. souhaitée].

## Promotion des droits des personnes handicapées
L'action de Handicap International se fonde sur l'article 1 de la Déclaration des droits de l'Homme et du citoyen de 1789[réf. souhaitée], qui dispose que « Tous les hommes naissent et demeurent libres et égaux en dignité et en droits ». Handicap International agit dans près de 60 pays[réf. souhaitée] et milite auprès des pouvoirs politiques nationaux et internationaux pour que les droits fondamentaux que sont ceux d'être soigné, d'aller à l'école, de travailler et de s'exprimer soient des droits réels[réf. souhaitée].
L'association a contribué à l'élaboration de la loi française pour « l'Égalité des droits et des chances, la participation et la citoyenneté des personnes handicapées », promulguée en février 2005[réf. souhaitée].
Elle a participé au processus d'élaboration de la Convention relative aux droits des personnes handicapées, adoptée par l'assemblée générale des Nations unies, le 13 décembre 2006[réf. souhaitée].

### Soutenir les associations de personnes handicapées
Handicap International appuie également les associations de personnes handicapées des pays dans lesquels elle intervient. Elle vise à donner les moyens aux personnes handicapées de promouvoir et de défendre leurs droits (accès aux services de santé, à l'éducation, à l'emploi, aux sports, à la culture…).

## Autres activités
L'organisation est co-lauréate du Prix Nobel de la paix 1997 en tant que membre du comité de coordination de la Campagne internationale pour l'interdiction des mines antipersonnel, pour son action déterminante dans la lutte contre les mines.

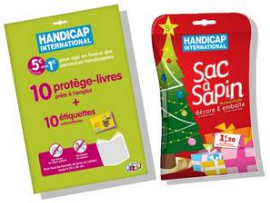
L'achat du Sac à Sapin ou du Kit Plio permet de soutenir les actions de Handicap International.

### Commerce solidaire
Sac à Sapin, Kit Protège-Livres, cartes de vœux, produits cosmétiques naturels, objets artisanaux ou produits alimentaires issus du commerce équitable,. Handicap International développe différentes initiatives de commerce solidaire, notamment en produisant et en distribuant des produits partage tels que le Sac à Sapin et le Kit Protège-Livres. Ceux-ci sont fabriqués en France et conditionnés par des personnes handicapées travaillant dans un ESAT. Une partie de leur prix de vente est reversée à Handicap International.

## Organisation
Handicap International est constitué d'un réseau composé d’une Fédération, de huit associations nationales (Allemagne, Belgique, Canada, États-Unis, France, Luxembourg, Royaume-Uni, Suisse) et de l’Institut HI pour l’Action Humanitaire. Chacune de ces dix entités légales est gérée par un conseil d’administration spécifique[réf. souhaitée].
La Fédération Handicap International, association à but non lucratif de droit français, assure l'animation du réseau et la réalisation des programmes dans le monde.